# Litmanová
Litmanová (allemand : Littmannsau ) est un village de Slovaquie situé dans la région de Prešov.

## Histoire
Première mention écrite du village en 1412.

## Démographie

### Évolution de la population
| Année:               | 1994. | 2004.   | 2014.   | 2024.   |
| -------------------- | ----- | ------- | ------- | ------- |
| Nombre de personnes: | 648   | 629     | 646     | 617     |
| Différence:          |       | -2,93 % | +2,70 % | -4,48 % |

| Année:               | 2023. | 2024.   |
| -------------------- | ----- | ------- |
| Nombre de personnes: | 623   | 617     |
| Différence:          |       | -0,96 % |